# 糖果子彈 A Lollypop or A Bullet
《糖果子彈 A Lollypop or A Bullet》是日本直木賞作家櫻庭一樹的暗黑青春小說。被譽為櫻庭一樹的原點之作。日本最初於2004年在富士見Mystery文庫以輕小說形式出版文庫本，插圖作者為むー。2007年2月由富士見書房發行刪除插圖的單行本，2009年2月又由角川書店再度以一般小說的形式文庫化。台灣與香港地區則由台灣角川發行中文版。外傳《暴君》、《脂肪遊戲》，收錄在井上雅彦編纂的《異形Collection》中，尚無中譯。
由杉基鮭魚子作畫的漫畫版，在日本的月刊Dragon Age2007年2月號開始連載。隨後出版單行本，港台版由台灣角川代理，於2010年1月29日出版。2024年12月，译林出版社出版陆版。

## 故事
住在偏僻鄉村的山田渚，是個「想早點變成大人」的女國中生。
在鄉村恬靜且略微無趣的日常裡，學校中突然來了一個從東京來的轉學生。名為海野藻屑的少女自稱是海中的人魚，在班上引起軒然大波。
少女的來到彷彿帶給渚某種變化。兩人在一次次不經意的接觸中似乎變得更加熟悉彼此，變親近的同時渚也看到藻屑許多不為人知的一面。
就在渚規劃著兩人的將來，大家口耳相傳那久違的暴風雨季節即將來臨，兩人也迎向了那迷茫又冥冥中註定分歧的路途……

## 登場人物
山田渚
與哥哥和母親一起住在鄉村的少女。現實主義者，希望早點畢業能夠出社會。自稱所追求的是實彈。
海野藻屑
山田渚的同班同學，是個轉學生。僕娘。自稱是人魚，常常拿著礦泉水猛灌。被山田渚喻為糖果子彈。
山田友彦
山田渚的哥哥，是個絕世美少年與隱蔽青年。渚稱他為貴族。能夠冷靜地旁觀各種事物。
海野雅愛
海野藻屑的父親，雖然當年是個當紅歌手，但行為怪異、理念偏差。
花名島正太
山田渚的同班同學，對海野藻屑有好感的小平頭。
映子
山田渚的同班同學，好事，討人喜歡，好奇心旺盛。

## 已出版的書籍

### 小說版
- 《糖果子彈 A Lollypop or A Bullet》（2004年11月1日[2]）ISBN 9861741623（中文）ISBN 4829162767（日文）
  - 第1章 我跟糖果子彈合不來
  - 第2章 我和糖果子彈獨處
  - 終章　再也見不到糖果子彈了

### 漫畫版
中文版由台灣角川代理。
- 《糖果子彈 A Lollypop or A Bullet（上）》ISBN 4048541714 （日文）
- 《糖果子彈 A Lollypop or A Bullet（下）》ISBN 4048541722 （日文）